# Ilona Vargha
Ilona Vargha (Budapest, 8 de junio de 1910-Budapest, 19 de abril de 1973) fue una deportista húngara que compitió en esgrima, especialista en la modalidad de florete. Ganó seis medallas en el Campeonato Mundial de Esgrima entre los años 1934 y 1951.

## Palmarés internacional
| Campeonato Mundial | Campeonato Mundial     | Campeonato Mundial | Campeonato Mundial  |
| Año                | Lugar                  | Medalla            | Prueba              |
| ------------------ | ---------------------- | ------------------ | ------------------- |
| 1934               | Varsovia (Polonia)     | Medalla de oro     | Florete por equipos |
| 1935               | Lausana (Suiza)        | Medalla de oro     | Florete por equipos |
| 1936               | San Remo (Italia)      | Medalla de plata   | Florete por equipos |
| 1937               | París (Francia)        | Medalla de oro     | Florete por equipos |
| 1948               | La Haya (Países Bajos) | Medalla de plata   | Florete por equipos |
| 1951               | Estocolmo (Suecia)     | Medalla de plata   | Florete por equipos |